# Командный чемпионат Европы по лёгкой атлетике 2010
Командный чемпионат Европы по лёгкой атлетике 2010 года прошёл 19—20 июня на стадионе «Фана» в Бергене (Норвегия). Сильнейшие сборные континента участвовали в соревнованиях Суперлиги — главного дивизиона турнира. На протяжении 2 дней участники боролись за командные очки в 40 легкоатлетических дисциплинах.

## Суперлига

### Командное первенство
В Суперлиге 2010 года выступали 12 европейских сборных: первые 9 по итогам прошлого чемпионата и 3 сильнейших из Первой лиги 2009 года.
Первый чемпион турнира, сборная Германии, не смогла защитить титул, уступив командам России и Великобритании.
| Место | Команда        | Очки  |
| ----- | -------------- | ----- |
| 1     | Россия         | 328   |
| 2     | Великобритания | 325   |
| 3     | Германия       | 310   |
| 4     | Франция        | 297,5 |
| 5     | Италия         | 292,5 |
| 6     | Украина        | 292   |
| 7     | Польша         | 285,5 |
| 8     | Испания        | 228   |
| 9     | Беларусь       | 207   |
| 10    | Норвегия       | 187   |
| 11    | Греция         | 185,5 |
| 12    | Финляндия      | 161   |

### Сильнейшие в отдельных видах — мужчины
Сокращения: WR — мировой рекорд | ER — рекорд Европы | NR — национальный рекорд | CR — рекорд чемпионата

| Дисциплина             | 1-е место                                                                          | 1-е место            | 2-е место                                                                                 | 2-е место            | 3-е место                                                                           | 3-е место          |
| ---------------------- | ---------------------------------------------------------------------------------- | -------------------- | ----------------------------------------------------------------------------------------- | -------------------- | ----------------------------------------------------------------------------------- | ------------------ |
| 100 м                  | Дуэйн Чемберс Великобритания                                                       | 9,99 (+1,1 м/с) CR   | Кристоф Леметр Франция                                                                    | 10,02 (+1,1 м/с)     | Эмануэле Ди Грегорио Италия                                                         | 10,20 (+1,1 м/с)   |
| 200 м                  | Мартьяль Мбанджок Франция                                                          | 20,55 (+0,4 м/с) =CR | Ликургос-Стефанос Цаконас Греция                                                          | 20,69 (+0,4 м/с)     | Себастьян Эрнст Германия                                                            | 20,77 (+0,4 м/с)   |
| 400 м                  | Мартин Руни Великобритания                                                         | 45,67                | Лесли Джон Франция                                                                        | 45,72                | Владимир Краснов Россия                                                             | 45,74              |
| 800 м                  | Юрий Борзаковский Россия                                                           | 1.45,41 CR           | Майкл Риммер Великобритания                                                               | 1.45,62              | Марцин Левандовский Польша                                                          | 1.45,74            |
| 1500 м                 | Колин Маккорт Великобритания                                                       | 3.46,70              | Кристиан Обрист Италия                                                                    | 3.46,77              | Карстен Шланген Германия                                                            | 3.46,89            |
| 3000 м                 | Хесус Эспанья Испания                                                              | 8.19,39              | Николай Лабовский Украина                                                                 | 8.20,01              | Валентин Смирнов Россия                                                             | 8.20,11            |
| 5000 м                 | Мохаммед Фарах Великобритания                                                      | 13.46,93             | Алемайеху Безабех Испания                                                                 | 13.49,24             | Сергей Лебедь Украина                                                               | 13.49,90           |
| Эстафета 4×100 м       | Италия · Роберто Донати · Симоне Коллио · Эмануэле Ди Грегорио · Маурицио Чеккуччи | 38,83                | Великобритания · Джеффри Лаваль-Балогун · Крейг Пиккеринг · Марлон Девониш · Тайрон Эдгар | 39,00                | Германия · Кристиан Блум · Тиль Хельмке · Александр Косенков · Мартин Келлер        | 39,07              |
| Эстафета 4×400 м       | Россия · Максим Дылдин · Валентин Кругляков · Павел Тренихин · Владимир Краснов    | 3.01,72              | Великобритания · Конрад Уильямс · Ричард Бак · Кристофер Кларк · Майкл Бингэм             | 3.03,50              | Украина · Дмитрий Островский · Станислав Мельников · Михаил Кныш · Владимир Бураков | 3.04,21            |
| 110 м с барьерами      | Энди Тёрнер Великобритания                                                         | 13,48 (−0,1 м/с)     | Артур Нога Польша                                                                         | 13,54 (−0,1 м/с)     | Джексон Киньонес Испания                                                            | 13,67 (−0,1 м/с)   |
| 400 м с барьерами      | Дэвид Грин Великобритания                                                          | 49,53                | Периклис Иаковакис Греция                                                                 | 50,13                | Александр Деревягин Россия                                                          | 50,20              |
| 3000 м с препятствиями | Томаш Шимковяк Польша                                                              | 8.31,53              | Штеффен Уличка Германия                                                                   | 8.33,39              | Юкка Кескисало Финляндия                                                            | 8.33,41            |
| Прыжок в высоту        | Александр Шустов Россия                                                            | 2,28 м               | Том Парсонс Великобритания                                                                | 2,25 м               | Андрей Проценко Украина                                                             | 2,22 м             |
| Прыжок с шестом        | Рено Лавиллени Франция                                                             | 5,70 м               | Пшемыслав Червиньский Польша                                                              | 5,60 м               | Джузеппе Джибилиско Италия                                                          | 5,60 м             |
| Прыжок в длину         | Павел Шалин Россия                                                                 | 8,26 м (+2,5 м/с)    | Кафетьен Гомис Франция                                                                    | 8,09 м (+1,4 м/с) CR | Крис Томлинсон Великобритания                                                       | 7,98 м (+3,1 м/с)  |
| Тройной прыжок         | Виктор Кузнецов Украина                                                            | 17,26 м (+0,9 м/с)   | Филлипс Айдову Великобритания                                                             | 17,12 м (+1,3 м/с)   | Тедди Тамго Франция                                                                 | 17,10 м (+1,1 м/с) |
| Толкание ядра          | Томаш Маевский Польша                                                              | 20,63 м              | Ральф Бартельс Германия                                                                   | 20,61 м              | Ив Ниаре Франция                                                                    | 20,35 м            |
| Метание диска          | Роберт Хартинг Германия                                                            | 66,80 м CR           | Пётр Малаховский Польша                                                                   | 65,55 м              | Богдан Пищальников Россия                                                           | 63,72 м            |
| Метание молота         | Павел Кривицкий Белоруссия                                                         | 77,79 м              | Никола Виццони Италия                                                                     | 77,54 м              | Маркус Эссер Германия                                                               | 75,79 м            |
| Метание копья          | Маттиас Де Цордо Германия                                                          | 83,80 м CR           | Андреас Торкильдсен Норвегия                                                              | 82,98 м              | Ари Маннио Финляндия                                                                | 81,71 м            |

### Сильнейшие в отдельных видах — женщины
| Дисциплина             | 1-е место                                                                    | 1-е место           | 2-е место                                                                     | 2-е место              | 3-е место                                                                             | 3-е место              |
| ---------------------- | ---------------------------------------------------------------------------- | ------------------- | ----------------------------------------------------------------------------- | ---------------------- | ------------------------------------------------------------------------------------- | ---------------------- |
| 100 м                  | Вероник Ман Франция                                                          | 11,23 (+2,4 м/с)    | Эзинне Окпараебо Норвегия                                                     | 11,30 (+2,4 м/с)       | Георгия Коклони Греция                                                                | 11,31 (+2,4 м/с)       |
| 100 м                  | Вероник Ман Франция                                                          | 11,23 (+2,4 м/с)    | Эзинне Окпараебо Норвегия                                                     | 11,30 (+2,4 м/с)       | Лора Тёрнер Великобритания                                                            | 11,31 (+1,3 м/с) CR    |
| 200 м                  | Елизавета Брызгина Украина                                                   | 22,71 (+1,8 м/с) CR | Лина Жак-Себастьян [a] Франция                                                | 23,06 [a] (+1,8 м/с)   | Елена Невмержицкая [a] Белоруссия                                                     | 23,32 [a] (+1,8 м/с)   |
| 400 м                  | Ксения Усталова Россия                                                       | 51,79               | Антонина Ефремова Украина                                                     | 52,47                  | Либания Гренот [b] Италия                                                             | 52,97 [b]              |
| 800 м                  | Наталья Лупу Украина                                                         | 2.02,74             | Элиза Кузма-Пиччоне [c] Италия                                                | 2.03,91 [c]            | Эмма Джексон [c] Великобритания                                                       | 2.04,53 [c]            |
| 1500 м                 | Анна Мищенко Украина                                                         | 4.05,32 CR          | Ханна Ингланд Великобритания                                                  | 4.05,70                | Наталья Корейво Белоруссия                                                            | 4.07,98                |
| 3000 м                 | Елена Задорожная Россия                                                      | 9.08,42             | Рената Плис Польша                                                            | 9.08,94                | Рагнхильд Кварберг Норвегия                                                           | 9.09,59                |
| 5000 м                 | Сабрина Моккенхаупт Германия                                                 | 15.17,38 CR         | Джоанн Пейви Великобритания                                                   | 15.17,87               | Каролина Гровдаль Норвегия                                                            | 15.25,40               |
| Эстафета 4×100 м       | Франция [a] · Лина Жак-Себастьян · Мюриель Юрти · Жоанна Дануа · Вероник Ман | 43,47 [a]           | Украина [a] · Олеся Повх · Ирина Штангеева · Мария Ремень · Наталья Погребняк | 43,72 [a]              | Великобритания [a] · Джойс Мадуака · Эмили Фриман · Лора Тёрнер · Кэтрин Эндакотт     | 43,77 [a]              |
| Эстафета 4×400 м       | Россия · Ксения Задорина · Наталья Иванова · Наталья Антюх · Ксения Усталова | 3.23,76 CR          | Германия · Фабьенн Кольман · Эстер Кремер · Янин Линденберг · Клаудия Хоффман | 3.26,96                | Украина · Дарина Приступа · Анастасия Рабченюк · Алина Логвиненко · Антонина Ефремова | 3.27,60                |
| 100 м с барьерами      | Татьяна Дектярёва Россия                                                     | 12,68 (−0,3 м/с) CR | Каролин Нитра Германия                                                        | 12,81 (−0,3 м/с)       | Кристина Вукичевич Норвегия                                                           | 12,87 (−0,3 м/с)       |
| 400 м с барьерами      | Наталья Антюх Россия                                                         | 55,27               | Эйлид Чайлд Великобритания                                                    | 56,48                  | Анастасия Рабченюк Украина                                                            | 56,79                  |
| 3000 м с препятствиями | Юлия Заруднева Россия                                                        | 9.23,00 CR          | Роза Мария Морато Испания                                                     | 9.42,10                | Катажина Ковальская Польша                                                            | 9.43,40                |
| Прыжок в высоту        | Антониетта Ди Мартино Италия                                                 | 2,00 м              | Светлана Школина Россия                                                       | 1,98 м                 | Ариане Фридрих Германия                                                               | 1,98 м                 |
| Прыжок с шестом        | Светлана Феофанова Россия                                                    | 4,65 м              | Зильке Шпигельбург Германия                                                   | 4,65 м                 | Анна Роговская Польша                                                                 | 4,40 м                 |
| Прыжок в длину         | Элуаз Лезюэр Франция                                                         | 6,78 м (+1,3 м/с)   | Ольга Кучеренко Россия                                                        | 6,67 м (+1,4 м/с)      | Маргрете Ренстрём Норвегия                                                            | 6,49 м (+0,9 м/с)      |
| Тройной прыжок         | Ольга Саладуха Украина                                                       | 14,39 м (+0,1 м/с)  | Екатерина Каюкова [d] Россия                                                  | 14,26 м [d] (+3,5 м/с) | Ксения Децук [d] Белоруссия                                                           | 14,15 м [d] (+1,7 м/с) |
| Толкание ядра          | Анна Авдеева Россия                                                          | 19,14 м             | Петра Ламмерт Германия                                                        | 18,31 м                | Кьяра Роза Италия                                                                     | 17,77 м                |
| Метание диска          | Надин Мюллер Германия                                                        | 63,53 м CR          | Наталья Садова Россия                                                         | 59,59 м                | Екатерина Карсак Украина                                                              | 57,20 м                |
| Метание молота         | Бетти Хайдлер Германия                                                       | 73,24 м             | Татьяна Лысенко Россия                                                        | 70,21 м                | Стефани Фальзон [e] Франция                                                           | 69,24 м [e]            |
| Метание копья          | Кристина Обергфёлль Германия                                                 | 59,88 м             | Голди Сайерс Великобритания                                                   | 59,25 м                | Оона Сормунен [f] Финляндия                                                           | 57,11 м [f]            |

a  3 мая 2017 года Всероссийская федерация лёгкой атлетики сообщила о дисквалификации на два года российской бегуньи Юлии Чермошанской. В её допинг-пробе, взятой на Олимпийских играх 2008 года, были обнаружены туринабол и станозолол. Все выступления спортсменки с 20 августа 2008 года по 19 августа 2010 года были аннулированы, в том числе на командном чемпионате Европы — 2010: второе место в беге на 200 метров с результатом 22,86 и первое место сборной России в эстафете 4×100 метров с результатом 42,98.

b  15 ноября 2017 года ИААФ сообщила о дисквалификации на 2 года белорусской бегуньи на 400 метров Светланы Усович. Её допинг-проба, взятая на Олимпийских играх 2008 года, после перепроверки через восемь лет оказалась положительной. Выступления спортсменки с 15 августа 2008 года по 14 августа 2010 года были аннулированы, в том числе третье место в беге на 400 метров (52,91) и шестое место в эстафете (3.30,67) на командном чемпионате Европы — 2010.

c  3 июля 2012 года на основании абнормальных показателей гематологического профиля биологического паспорта была дисквалифицирована на 2 года Светлана Клюка. Её результаты, показанные на соревнованиях с 15 августа 2009 года, были аннулированы, в том числе 2-е место на командном чемпионате Европы — 2010 в беге на 800 м с результатом 2.03,49.

d  15 ноября 2017 года ИААФ сообщила о дисквалификации на 4 года греческой легкоатлетки Атанасии Перры. Причиной стала её положительная допинг-проба, обнаруженная после перепроверки результатов тестирования на чемпионате мира 2009 года. Выступления спортсменки с 15 августа 2009 года по 14 августа 2011 года были аннулированы, в том числе второе место в тройном прыжке на командном чемпионате Европы 2010 года с результатом 14,37 м.

e  15 ноября 2017 года ИААФ сообщила о дисквалификации на 2 года белорусской метательницы молота Дарьи Пчельник. Её допинг-проба, взятая на Олимпийских играх 2008 года, после перепроверки через восемь лет оказалась положительной. Выступления спортсменки с 20 августа 2008 года по 19 августа 2010 года были аннулированы, в том числе третье место на командном чемпионате Европы — 2010 с результатом 69,86 м.

f  5 сентября 2018 года Всероссийская федерация лёгкой атлетики сообщила о дисквалификации на 4 года метательницы копья Марии Абакумовой. После перепроверки её допинг-проб с Олимпийских игр 2008 года и чемпионата мира 2011 года в них был обнаружен запрещённый туринабол. Спортсменка отказалась от апелляции; все её выступления с 21 августа 2008 года по 20 августа 2012 года были аннулированы, в том числе третье место на командном чемпионате Европы — 2010 с результатом 58,24 м.

## Первая лига
Соревнования в Первой лиге прошли 19—20 июня 2010 года в Будапеште, столице Венгрии. В следующий розыгрыш Суперлиги вышли Чехия, Швеция и Португалия. Вылетели во Вторую лигу Эстония и Литва.
| Место | Команда    | Очки  |
| ----- | ---------- | ----- |
| 1     | Чехия      | 355   |
| 2     | Швеция     | 323   |
| 3     | Португалия | 296,5 |
| 4     | Румыния    | 287   |
| 5     | Нидерланды | 276   |
| 6     | Венгрия    | 275   |
| 7     | Бельгия    | 259   |
| 8     | Ирландия   | 240   |
| 9     | Турция     | 220   |
| 10    | Словения   | 205   |
| 11    | Эстония    | 189,5 |
| 12    | Литва      | 185   |

## Вторая лига
Соревнования во Второй лиге прошли 19—20 июня 2010 года в Белграде, столице Сербии. Две лучшие команды турнира, Швейцария и Хорватия, заслужили право выступать в Первой лиге в следующем розыгрыше командного чемпионата Европы. В Третью лигу вылетели Молдавия и Израиль.
| Место | Команда   | Очки  |
| ----- | --------- | ----- |
| 1     | Швейцария | 206   |
| 2     | Хорватия  | 199   |
| 3     | Австрия   | 193,5 |
| 4     | Сербия    | 183   |
| 5     | Словакия  | 179,5 |
| 6     | Латвия    | 176,5 |
| 7     | Молдова   | 154,5 |
| 8     | Израиль   | 142   |

## Третья лига
Соревнования в Третьей лиге прошли 19—20 июня 2010 года в Марсе, Мальта. Повышения в классе добились команды Дании и Болгарии.
| Место | Команда                                                    | Очки  |
| ----- | ---------------------------------------------------------- | ----- |
| 1     | Дания                                                      | 521   |
| 2     | Болгария                                                   | 508,5 |
| 3     | Кипр                                                       | 482   |
| 4     | Исландия                                                   | 400   |
| 5     | Босния и Герцеговина                                       | 365   |
| 6     | Азербайджан                                                | 362   |
| 7     | Люксембург                                                 | 333   |
| 8     | Армения                                                    | 325   |
| 9     | Мальта                                                     | 283   |
| 10    | Грузия                                                     | 232,5 |
| 11    | Черногория                                                 | 215   |
| 12    | Северная Македония                                         | 199,5 |
| 13    | Андорра                                                    | 172   |
| 14    | Албания                                                    | 105   |
| 15    | Сборная малых государств Европы · Сан-Марино · Лихтенштейн | 94    |